# Drake från Jämtland
Drake är namnet på en jämtländsk släkt med präster på 1600- och 1700-talen, där en gren adlades med namnet von Drake. Den adliga grenen är utslocknad, men en gren uppgavs 1945 fortleva som bönder i Helgums socken, Ångermanland. År 2017 är dock ingen med namnet Drake bosatt i Västernorrlands län.

## Adliga ätten von Drake
Adelsvärdigheten till denna ätt utgår från en ansökan  1720 till konungen, där ämbetsmannen Anders Drake hävdade att hans förfäder, som i fyra generationer varit präster, tillhörde de adliga ätterna Drake och Hand. Det finns ingenting som visar att detta är riktigt, men Drakes ansökan beviljades, och hans ätt  introducerades på Riddarhuset samma år på nummer 1716 och med namnet von Drake.
Som nyadlad gifte sig Anders von Drake 1722 med Sofia Lovisa Psilanderhjelm (1701–1758), vars far också adlades Psilanderhjelm 1720. Tre av deras barn nådde mogen ålder, men bara sonen Johan Gustaf von Drake blev gift och fick barn. Dennes tre söner dog alla som barn, och ätten utslocknade på svärdssidan med Johan Gustafs död 1792. På spinnsidan fortlevde släkten till 1853 med en dotter till denne.

## Släktträd (urval)
- Peder Andersson (död 1628), kyrkoherde i Brunflo socken
  - Olaus Petri Drake (död 1658), kyrkoherde i Brunflo socken och riksdagsman 
    - Roald Olai Drake (1627–1687), kyrkoherde i Lit socken
    - Henrik Olai Drake (1633–1726), kyrkoherde i Hede socken, Härjedalen
    - Johannes eller Hans Olai Drake (1634–1701), kyrkoherde i Oviken socken, prost och riksdagsman
      - Olaus (levde 1688), amiralitetspredikant i Karlskrona
      - Anders von Drake (1682–1744), ämbetsman, adlad 1720
        - Johan Gustaf von Drake (1726–1792), militär, överste i artilleriet. En dotter överlevde honom, död 1853.
        - Anders Lovis von Drake (1728–1783), kaptenlöjtnant, ogift

    - Anders (död 1700), länsman i Näs socken, Jämtland
    - Britta, gift med Nils Curry, adlad Treffenberg